# Associação Esportiva Kindermann
L'Associação Esportiva Kindermann, citata precedentemente anche come Sociedade Esportiva Kindermann e conosciuta semplicemente come Kindermann o Avaí/Kindermann nell'ultimo periodo, è stata una società sportiva brasiliana con sede a Caçador nello stato federato di Santa Catarina.
Fondata nel 1975, negli anni ha promosso attività sportive come il calcio e il calcio a 5, ma è maggiormente conosciuta per la squadra di calcio femminile, formata in collaborazione con l'Universidade do Contestado. È rimasta attiva fino al 2015, anno in cui la società ha deciso di interrompere ogni attività a causa dell'omicidio di Josué Henrique Kaercher, allenatore della squadra di calcio a 5, per poi riprendere le attività dalla stagione 2017. La società è stata sciolta al termine della stagione 2021, anche a seguito della morte di Salézio Kindermann, fondatore e presidente del club.
Durante la propria attività, la squadra di calcio femminile ha vinto l'edizione 2015 della Coppa del Brasile e, a livello statale, 12 edizioni del campionato catarinense di calcio femminile. Inoltre, negli anni, ha fornito alla nazionale brasiliana diverse atlete tra le quali Andressinha e Bárbara.

## Storia
La società venne fondata il 23 agosto 1975 dall'imprenditore Salézio Kindermann. Venne attivata una squadra di calcio maschile che venne affiliata alla federazione calcistica dello stato di Santa Catarina. La società rimase attiva nel calcio maschile fino al 2004, quando venne chiusa per attivare una squadra di calcio a 5 femminile. La squadra di calcio a 5 si distinse subito nel campionato brasiliano, vincendolo al primo anno sia nella categoria principale sia nelle categorie giovanili.
Nel 2008 venne attivata una sezione di calcio femminile, che vinse il campionato statale già al primo anno. Complessivamente, la squadra vinse il campionato statale in 12 edizioni dal 2008 al 2021, mancando solo la vittoria del torneo 2016 al quale non era iscritta. Infatti, dopo l'omicidio di Josué Henrique Kaercher, allenatore della squadra di calcio a 5, la società decise di sospendere le attività a tempo indeterminato. Tuttavia, nel gennaio 2017 la società annunciò il ritorno alle attività, così che l'inattività durò per la sola stagione 2016.
La squadra prese parte alla Coppa del Brasile sin dal 2008, vincendo l'edizione 2015 superando nella doppia finale il Ferroviária. Nel 2013 ha preso parte alla prima edizione del Campeonato Brasileiro de Futebol Feminino, nuova massima serie del campionato brasiliano. Ottenne le migliori prestazioni in campionato nelle stagioni 2014 e 2020, quando raggiunse la finale per l'assegnazione del titolo nazionale, perdendo in entrambe le occasioni. Nel 2014 perse dal Ferroviária, mentre nel 2020 perse dal Corinthians.
Nel 2019 la società strinse un accordo di collaborazione con l'Avaí Futebol Clube. L'accordo, siglato dai due presidenti Francisco José Battistotti e Salézio Kindermann, prevedeva che la squadra prendesse la denominazione di Avaí/Kindermann, vestisse le divise bianco e blu a strisce dell'Avaí e giocasse anche a Florianópolis. Grazie al terzo posto finale nel campionato brasiliano 2019, la squadra ottenne l'accesso per la prima volta alla Coppa Libertadores per l'edizione 2020. La prima partecipazione alla massima competizione continentale si concluse già nella fase a gruppi, dove l'Avaí/Kindermann concluse il gruppo B al terzo posto, venendo così eliminato. Nella seconda partecipazione alla Coppa Libertadores nell'edizione 2021, guadagnata grazie al secondo posto in campionato, l'Avaí/Kindermann superò al primo posto la fase a gruppi, ma venne poi eliminato nei quarti di finale dalle colombiane del Santa Fe dopo i tiri di rigore.
Il 15 maggio 2021 Salézio Kindermann è morto di COVID-19. Il 17 novembre 2021 la famiglia Kindermann ha annunciato lo scioglimento della società subito dopo il termine della Coppa Libertadores.

## Colori
| prima divisa fino al 2018 | seconda divisa fino al 2018 | prima divisa 2019-2021 | seconda divisa 2019-2021 |

## Statistiche e record

### Partecipazione ai campionati
| Livello | Categoria             | Partecipazioni | Debutto | Ultima stagione | Totale |
| ------- | --------------------- | -------------- | ------- | --------------- | ------ |
| 1º      | Campionato brasiliano | 8              | 2013    | 2021            | 8      |

### Partecipazione alle coppe
| Competizione       | Partecipazioni | Debutto | Ultima stagione | Totale |
| ------------------ | -------------- | ------- | --------------- | ------ |
| Coppa del Brasile  | 8              | 2008    | 2015            | 8      |
| Coppa Libertadores | 2              | 2020    | 2021            | 2      |

## Palmarès

### Calcio femminile
- Coppa del Brasile femminile: 1

2015
- Campionato catarinense femminile: 12

2008, 2009, 2010, 2011, 2012, 2013, 2014, 2015, 2017, 2018, 2019, 2021

### Calcio a 5
- Campionato brasiliano femminile: 1

2004